# جرجيناسكو
جرجيناسكو هي (بلدية) في مقاطعة نوفارا في المنطقة الإيطالية بيدمونت، وتقع على بعد حوالي 80 كيلومترًا (50 ميلًا) شمال شرق تورين وحوالي 35 كيلومترًا (22 ميلًا) شمال غرب نوفارا. تقع جرجيناسكو على حدود البلديات التالية: بوكا وبورغوسيسيا وبراتوسيسيا وسيرفاليسيسيا وفالدوغيا.

## المدن التوأم-المدن الشقيقة
جرجيناسكو هي المدينة التوأم ل
- بونت سانت ماكسينس، فرنسا ، منذ عام 1992

## الروابط الخارجية
- الموقع الرسمي (http: //www.comune.grignasco.n o.it)الموقع الرسمي